# Intruda signata
Intruda signata Forster, 1979 è un ragno appartenente alla famiglia Gnaphosidae.
È l'unica specie nota del genere Intruda.

## Distribuzione
L'unica specie oggi nota di questo genere è stata rinvenuta nell'Australia (stato di Victoria) e nella Nuova Zelanda

## Tassonomia
Le caratteristiche di questa specie sono state determinate sulla base delle analisi effettuate sugli esemplari di Gnaphosoides signatus Hogg, 1900.
Dal 2011 non sono stati esaminati altri esemplari, né sono state descritte sottospecie al 2015.